# 王承 (晋)

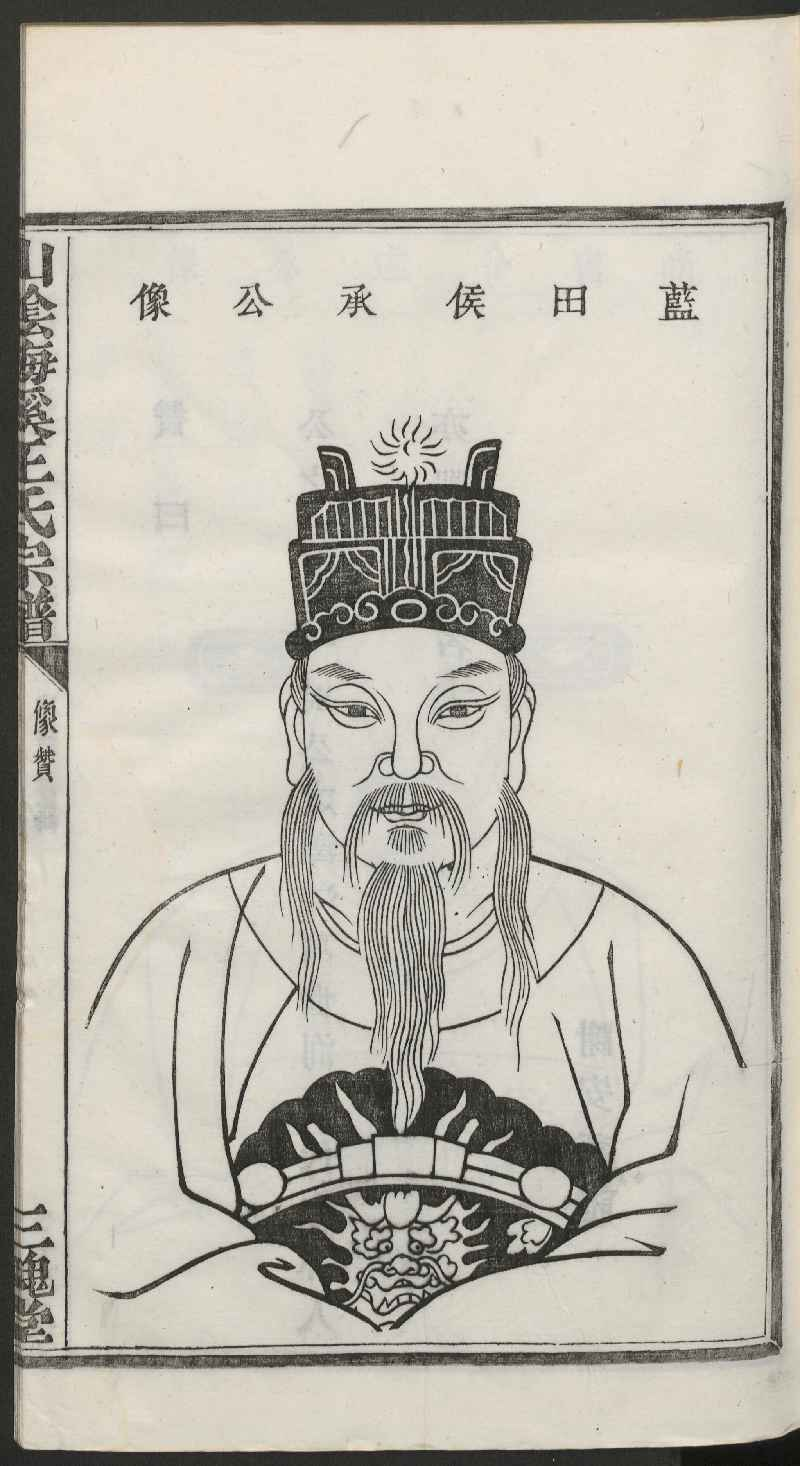
王承

王承（おう しょう、生没年不詳）は、中国の晋代の官僚・名望家。字は安期。本貫は太原郡晋陽県。

## 経歴
王湛の子として生まれた。欲が少なく、言葉を飾らない性格で、若くして名を知られた。王衍は王承を高く評価して、楽広と並ぶ人物とみなした。永寧元年（301年）、王承は常山王司馬乂の下で驃騎参軍となった。八王の乱が激化すると、王承は難を避けるために南下した。東海王司馬越の下で司空従事中郎となった。
光熙元年（306年）、恵帝を長安から洛陽に迎えるのに参与し、藍田県侯の爵位を受けた。尚書郎とされたが、就任しなかった。永嘉元年（307年）、司馬越が許昌に出向すると、王承はその下で記室参軍となった。
司馬越に重んじられ、司馬越の嫡子の司馬毗の養育を趙穆、鄧攸とともに委ねられた。同時にその府にあること数年、母が老齢であることを理由に離職を求めたが、許可されなかった。長らくを経て、東海郡太守として出向した。細事にこだわらない寛容な統治をおこない、池の魚を盗んだ小吏を赦した挿話で知られた。
ほどなく官を去り、長江を渡って建業に入ると、琅邪王司馬睿の下で鎮東府従事中郎となり、礼遇を受けた。名望においては、王導・周顗・庾亮ら南渡の名臣たちを上回って、中興第一とされた。46歳で死去した。
子の王述が後を嗣いだ。

## 伝記資料
- 『晋書』巻75 列伝第45